# Gerdesius peruvianus
Espèce
Gerdesius peruvianus est une espèce d'opilions laniatores de la famille des Gerdesiidae.

## Distribution
Cette espèce est endémique de la région de Junín au Pérou. Elle se rencontre vers Palca.

## Description
Le mâle holotype mesure 5,5 mm et la femelle paratype 6 mm
Le mâle décrit par Bragagnolo, Hara et Pinto-da-Rocha en 2015 mesure 4,7 mm et la femelle 4,75 mm.

## Systématique et taxinomie
Cette espèce a été décrite par Roewer en 1952.

## Étymologie
Son nom d'espèce lui a été donné en référence au lieu de sa découverte, le Pérou.

## Publication originale
- Roewer, « Neotropische Arachnida Arthrogastra, zumeist aus Peru », Senckenbergiana, vol. 33,‎ 1952, p. 37-58